# Belmiro Ferreira Braga
Belmiro Ferreira Braga (Juiz de Fora 7 de janeiro de 1872 — 31 de março de 1937) foi um poeta brasileiro. Em sua homenagem, seu local de nascimento recebeu seu nome após ser elevado à categoria de município, passando a ser chamado Belmiro Braga.
| “ | Pela estrada da vida, subi morros desci ladeiras e afinal te digo: se entre amigos encontrei cachorros, entre cachorros encontrei-te amigo. Hoje para xingar alguém, recorro a outros nomes feios, pois entendi que elogio a quem chamo de cachorro desde que este cachorro conheci! | ” |